# Ospizio Marino Bolognese Provinciale "A. Murri"
L'Ospizio Marino Provinciale Bolognese, più comunemente conosciuto come Colonia "A. Murri" è situata sul lungomare di Bellariva a Rimini, è un edificio storico di grande valore architettonico e sociale. Costruita nel 1911 e intitolata al famoso patologo Augusto Murri. Murri, nel 1922, mise a disposizione una somma di duecentomila lire per l'apertura della colonia nei mesi da ottobre a giugno e il mantenimento di una ventina di ragazzi,, inoltre destinò i ricavi della vendita dei medicinali da lui brevettati al mantenimento della colonia.
La colonia ha svolto un ruolo importante nella storia della città, ospitando per decenni bambini affetti da scrofolosi e, in seguito, bambini poveri. La sua posizione sul lungomare di Bellariva ne aumenta il potenziale attrattivo e simbolico.

## Storia
La colonia fu progettata dall'ing. Giulio Marcovigi (1870–1937), esponente del Liberty italiano. La sua costruzione si inserisce nel contesto storico di inizio Novecento, caratterizzato da un forte impegno sociale e dall'attenzione per la salute pubblica. L'edificio si ispira ai principi dell'elioterapia e dell'idroterapia, considerate all'epoca cure efficaci per la tubercolosi e altre malattie.
La colonia Murri era originariamente destinata ad ospitare bambini affetti da scrofolosi, una malattia dermatologica diffusa all'epoca e malati di morbillo, scarlattina e difterite. In seguito, la colonia venne utilizzata per ospitare bambini poveri e in difficoltà. Le attività svolte all'interno della colonia includevano cure mediche, attività educative e ricreative.
La colonia Murri venne chiusa negli anni '70 a causa di problemi strutturali e cambiamenti socio-sanitari, fu messa all'asta nel 1972 ed acquistata dal comune nel 1974.
Attualmente, la colonia si trova in stato di abbandono e degrado, con evidenti segni di vandalismo. Dal 1991 l'area è stato oggetto di alcuni progetti di riqualificazione mai concretizzati. Dal 2023 la colonia verrà nuovamente messa all'asta.
La colonia Murri è un sito di interesse storico e architettonico, tutelato dal Ministero della Cultura.

## Descrizione
L'edificio rappresenta un esempio significativo dell'architettura eclettico italiana e della storia della medicina sociale in Italia.
La colonia si presenta come un complesso imponente, composto da padiglioni trasversali non simmetrici uniti da un corpo centrale corpo centrale di collegamento. La facciata è caratterizzata da un elegante stile eclettico, con decorazioni floreali e geometriche. L'edificio è realizzato in laterizio e cemento armato, con ampie terrazze e logge che favoriscono l'esposizione al sole e all'aria marina.